# Tibellus demangei
Tibellus demangei là một loài nhện trong họ Philodromidae.
Loài này thuộc chi Tibellus. Tibellus demangei được miêu tả năm 1964 bởi Jézéquel.